# شقاري
شُقاريّ أو حية الرمل (الاسم العلمي Psammophis) الاسم العلمي مشتق من اللغة اليونانية القديمة ويعني ثعبان الرمال، جنس ثعابين من فصيلة الحنشيات وتضم حاليًا 34 نوع وجدت في أفريقيا وآسيا. وهي ثعابين نهارية قوتها السحالي والقوارض. وجميع أنواع الشقاري سامة. ويعتبر سمها خفيف وغير خطر على البشر.